# Штееб, Карл-Уве
Карл-Уве (Чарли) Штееб (нем. Carl-Uwe Steeb; род. 1 сентября 1967, Ален, Баден-Вюртемберг) — немецкий теннисист, теннисный тренер и спортивный агент. Победитель шести турниров Гран-при и АТР (по три в одиночном и парном разрядах), обладатель Кубка Дэвиса (1988, 1989) и командного Кубка мира (1989) в составе сборной ФРГ.

## Биография
В детстве Карл-Уве Штееб занимался одновременно теннисом и футболом. В 10 лет он стал чемпионом района по теннису, а в 1986 году перешёл в профессионалы. Будучи левшой, Штееб многое в своей технике почерпнул у аргентинца Гильермо Виласа, тоже игравшего левой рукой. Он также уделял много внимания физической подготовке, на что обращал внимание даже Борис Беккер.
За 1987 год Штееб проделал в рейтинге ATP путь из середины второй сотни до 41-го места. Это стало возможным главным образом благодаря выходу в полуфинал крупного турнира Гран-при в Штутгарте, где молодой немец, занимая 99-е место в рейтинге, победил трёх соперников из Top-50, в том числе в четвертьфинале нанеся поражение 12-й ракетке мира Анри Леконту. На Открытом чемпионате Австралии 1988 года Штееб вышел в четвёртый круг после победы над 23-й ракеткой мира Слободаном Живоиновичем. В феврале 1988 года он провёл свой первый матч в составе сборной ФРГ в Кубке Дэвиса, принеся ей два очка во встрече с командой Бразилии. Осенью Штееб стал четвертьфиналистом олимпийского теннисного турнира в Сеуле, в третьем круге обыграв Андерса Яррида и затем уступив будущему финалисту Тиму Майотту. После этого он в паре с ещё одним немцем, Эриком Еленом, завоевал в Брисбене свой первый титул в турнирах Гран-при. Он был вновь включён в состав сборной Германии на финальный матч Кубка Дэвиса против шведов и, занимая в рейтинге 74-ю позицию, в первой игре финала нанёс в пяти сетах поражение первой ракетке мира Матсу Виландеру, проигрывая по ходу встречи 2:0 по сетам, а затем 5:2 в решающем сете (по собственным словам Штееба, он с тех пор хранил ракетку, которой играл в той встрече). В итоге немцы, за которых кроме Штееба выступал двукратный Уимблдонский чемпион Борис Беккер, впервые в истории завоевали Кубок Дэвиса.
Весной 1989 года Штееб, занимая в рейтинге 96-е место, нанёс в первом круге гран-турнира в Ки-Бискейне поражение третьей ракетке мира Андре Агасси, не отдав сопернику ни одного сета и победив в последнем сете всухую, и дошёл до четвертьфинала. Затем вместе со сборной Германии, ведомой Борисом Беккером, он завоевал в Дюссельдорфе командный Кубок мира. До конца сезона на счету Штееба были два одиночных финала на турнирах Гран-при, один из которых — на Открытом чемпионате Швейцарии в Гштаде — немец выиграл. Штееб также стал полуфиналистом Открытого чемпионата Германии в Гамбурге, победив 12-ю ракетку мира Джимми Коннорса 6:4, 6:1 прежде, чем в трёх сетах уступить возглавляющему рейтинг Ивану Лендлу. На протяжении сезона он четырежды участвовал в матчах сборной ФРГ в Кубке Дэвиса, принеся ей очки во встречах с командами Индонезии, Чехословакии (против Карела Новачека) и США (против Агасси), а в финале, проиграв в первый день в пятисетовом поединке Виландеру, в последней игре матча, уже ничего не решавшей (немцы одержали досрочную победу), победил Стефана Эдберга.
В январе 1990 года на турнире в Сиднее Штееб обыграл Беккера, на тот момент бывшего второй ракеткой мира, и дошёл до финала, после чего поднялся в одиночном рейтинге АТР до высшей в карьере 14-й позиции. После этого, однако, он проиграл уже в первом круге Открытого чемпионата Австралии сопернику из второй сотни рейтинга. Ещё раз Штееб и Беккер встретились в феврале в финале турнира АТР в Брюсселе, но на сей раз Беккер взял верх над соотечественником. После этого до конца сезона лучшим результатом Штееба стал полуфинал в Брисбене в сентябре, позволивший ему закончить год в числе 50 лучших теннисистов мира. За 1991 год Штееб завоевал три титула на турнирах АТР — один в одиночном разряде и два в паре с Еленом; в одиночном разряде он также дошёл до четвёртого круга Открытого чемпионата США, где его остановил нидерландский теннисист Паул Хархёйс. В 1992 году лучшим достижением Штееба стал выход в финал Открытого чемпионата Германии — на тот момент турнира АТР высшей категории — в паре с Михаэлем Штихом: немецкая пара переиграла по ходу турнира соперников, посеянных под седьмым и третьим номерами (Петр Корда-Джим Пью и Цирил Сук-Том Нейссен), но в финале уступила испанскому тандему Эмилио Санчес-Серхио Касаль, посеянному пятым.
Вплоть до 1993 года Штееб продолжал выступать за сборную Германии в Кубке Дэвиса, но серьёзных успехов уже не добивался, в том числе проиграв обе своих встречи в полуфинальном матче с американцами в 1991 году. В 1993 году он с командой Германии второй раз за карьеру пробился в финал командного Кубка мира, но и там на пути немцев стала сборная США, выигравшая матч всухую. В 1995 году на Кубке Кремля в Москве Штееб завоевал свой последний индивидуальный титул; немец, находившийся в рейтинге на 107-м месте, обыграл по ходу турнира четырёх соперников из первой сотни, в том числе 15-ю ракетку мира, олимпийского чемпиона 1992 года Марка Россе. На следующий год страдавший от травм и общей усталости организма Штееб, которому «надоело проводить на массажном столе больше времени, чем на корте», окончил игровую карьеру.
Завершив выступления, Штееб не расстался с теннисом. С 1997 года он был капитаном сборной Германии в Кубке Дэвиса (с Беккером в роли менеджера), уступив этот пост в октябре 2001 года Штиху после неожиданного поражения сборной от намного более слабой команды Нидерландов. С 2014 года Штееб работал агентом в швейцарском агентстве 4sports & Entertainment AG, переехав в Цуг. Среди его клиентов были хоккеисты и игроки в гольф, он также отвечал за организацию турнира по гольфу Porsche European Open в Гамбурге с призовым фондом 2 млн евро.

## Положение в рейтинге в конце сезона
| Год              | 1986 | 1987 | 1988 | 1989 | 1990 | 1991 | 1992 | 1993 | 1994 | 1995 | 1996 |
| ---------------- | ---- | ---- | ---- | ---- | ---- | ---- | ---- | ---- | ---- | ---- | ---- |
| Одиночный разряд | 150  | 41   | 73   | 15   | 46   | 38   | 29   | 94   | 89   | 67   | 179  |
| Парный разряд    | 198  | 196  | 59   | 113  | 532  | 144  | 144  | 120  | 362  | 917  | 1224 |

## Финалы турниров Гран-при и АТР за карьеру
| Легенда                                  |
| ---------------------------------------- |
| Большой шлем (0)                         |
| ATP Championship Series, Single Week (0) |
| ATP World (1+1)                          |
| Гран-при (2+2)                           |

### Одиночный разряд (3-5)
| Результат | №  | Дата            | Турнир                                 | Покрытие | Соперник в финале | Счёт в финале           |
| --------- | -- | --------------- | -------------------------------------- | -------- | ----------------- | ----------------------- |
| Победа    | 1. | 16 июля 1989    | Открытый чемпионат Швейцарии, Гштад    | Грунт    | Магнус Густафссон | 6-7, 3-6, 6-2, 6-4, 6-2 |
| Поражение | 1. | 22 октября 1989 | Токио, Япония                          | Ковёр(i) | Аарон Крикстейн   | 2-6, 2-6                |
| Поражение | 2. | 14 января 1990  | Сидней, Австралия                      | Хард     | Янник Ноа         | 7-5, 3-6, 4-6           |
| Поражение | 3. | 18 февраля 1990 | Брюссель, Бельгия                      | Ковёр(i) | Борис Беккер      | 5-7, 2-6, 2-6           |
| Победа    | 2. | 23 июня 1991    | Генуя, Италия                          | Грунт    | Хорди Арресе      | 6-3, 6-4                |
| Поражение | 4. | 15 ноября 1992  | Москва, Россия                         | Ковёр(i) | Марк Россе        | 2-6, 2-6                |
| Поражение | 5. | 17 января 1993  | Открытый чемпионат Индонезии, Джакарта | Хард     | Майкл Чанг        | 6-2, 2-6, 1-6           |
| Победа    | 3. | 12 ноября 1995  | Москва                                 | Ковёр(i) | Даниэль Вацек     | 7-65, 3-6, 7-66         |

### Парный разряд (3-2)
| Результат | №  | Дата            | Турнир                               | Покрытие | Партнёр       | Соперники в финале               | Счёт в финале |
| --------- | -- | --------------- | ------------------------------------ | -------- | ------------- | -------------------------------- | ------------- |
| Победа    | 1. | 9 октября 1988  | Брисбен, Австралия                   | Хард(i)  | Эрик Елен     | Грант Коннелл Гленн Мичибата     | 6-4, 6-1      |
| Победа    | 2. | 25 августа 1991 | Лонг-Айленд, США                     | Хард     | Эрик Елен     | Диего Наргисо Даг Флэк           | 0-6, 6-4, 7-6 |
| Победа    | 3. | 10 ноября 1991  | Москва, Россия                       | Ковёр(i) | Эрик Елен     | Александр Волков Андрей Черкасов | 6-4, 7-6      |
| Поражение | 1. | 10 мая 1992     | Открытый чемпионат Германии, Гамбург | Грунт    | Михаэль Штих  | Серхио Касаль Эмилио Санчес      | 7-5, 4-6, 3-6 |
| Поражение | 2. | 2 мая 1993      | Мюнхен, Германия                     | Грунт    | Карел Новачек | Мартин Дамм Хенрик Хольм         | 0-6, 6-3, 5-7 |

### Командные турниры (3-1)
| Результат | №  | Год  | Турнир       | Место проведения финала | Покрытие | Команда                                        | Соперники в финале                                       | Счёт |
| --------- | -- | ---- | ------------ | ----------------------- | -------- | ---------------------------------------------- | -------------------------------------------------------- | ---- |
| Победа    | 1. | 1988 | Кубок Дэвиса | Гётеборг, Швеция        | Грунт(i) | ФРГ: Б. Беккер, Э. Елен, П. Кюнен, К.-У. Штееб | Швеция: М. Виландер, К. Карлссон, С. Эдберг, А. Яррид    | 4:1  |
| Победа    | 2. | 1989 | Кубок мира   | Дюссельдорф, ФРГ        | Грунт    | ФРГ: · Б. Беккер, Э. Елен, К.-У. Штееб         | Аргентина: Г. Луса, Г. Перес-Рольдан, Х. Франа, М. Хайте | 2:1  |
| Победа    | 3. | 1989 | Кубок Дэвиса | Штутгарт, ФРГ           | Ковёр(i) | ФРГ: Б. Беккер, Э. Елен, К.-У. Штееб           | Швеция: М. Виландер, Я. Гуннарссон, С. Эдберг, А. Яррид  | 3:2  |
| Поражение | 1. | 1993 | Кубок мира   | Дюссельдорф             | Грунт    | Германия: · П. Кюнен , К.-У. Штееб, М. Штих    | США: · П. Макинрой, Р. Ренеберг, П. Сампрас, М. Чанг     | 0:3  |